# Salpis venosa
Salpis venosa är en fjärilsart som beskrevs av Emilio Ureta 1956. Salpis venosa ingår i släktet Salpis och familjen mätare. Inga underarter finns listade.